# Амфилохије
Амфилохије је мушко име српског, хришћанског наслијеђа.

## Значење и поријекло
Потиче из грчког "Амфилохос" имена митолошког оснивача Аргоса Амфилохијског (учесника похода на Троју). Наслања се на ријеч "амфилохи" што је антички назив древног племена. Изворно поријекло му је у грчком "амфи" што значи унаоколо, около и "лохос" што значи засједа, бусија.
Амфилохије се још тумачи и као "онај који предвиђа".
Календарско је име.
Неки од носилаца овог имена су Амфилохије Иконијски и митрополит црногорско-приморски Амфилохије.